# Chemisches und Veterinäruntersuchungsamt Rhein-Ruhr-Wupper
Das Chemische und Veterinäruntersuchungsamt Rhein-Ruhr-Wupper (CVUA-RRW) ist eine Anstalt des öffentlichen Rechts. Aufgabe des CVUA-RRW ist die Untersuchung und Begutachtung von Proben aus den Bereichen der Lebensmittel- und Veterinärüberwachung. Die Anzahl der Proben wird vom Landesamt für Natur, Umwelt und Verbraucherschutz Nordrhein-Westfalen (LANUV NRW) festgelegt und von den Lebensmittelkontrolleuren der örtlichen Lebensmittelüberwachung jeweils vor Ort entnommen. (LFGB §43(1) 1 .... Proben zu entnehmen.)

## Entstehung
Das Chemische und Veterinäruntersuchungsamt Rhein-Ruhr-Wupper (CVUA-RRW) wurde im Rahmen der Neuorganisation der Chemischen und Lebensmitteluntersuchungsämter im gesamten Land Nordrhein-Westfalen zum 1. Januar 2009 als Anstalt des öffentlichen Rechts auf Grundlage der Verordnung zur Errichtung der integrierten Untersuchungsanstalten für die Bereiche des Verbraucherschutzes (ErrichtungsVO) errichtet. Im CVUA-RRW sind das Staatliche Veterinäruntersuchungsamt des Landes Nordrhein-Westfalen in Krefeld, das Chemische und Geowissenschaftliche Institut der Stadt Essen, das Chemische Untersuchungsinstitut Bergisches Land der Stadt Wuppertal, das Institut für Lebensmitteluntersuchungen und Umwelthygiene des Kreises Wesel und seit dem 1. Januar 2020 die Untersuchungslabore der Landeshauptstadt Düsseldorf und des Kreises Mettmann auf der Grundlage des Gesetzes zur Bildung integrierter Untersuchungsanstalten für Bereiche des Verbraucherschutzes (IUAG NRW) zu einer rechtlich selbständigen Institution zusammengefasst. Zurzeit besteht der Vorstand aus Frau Dr. Martha Stappen. Das Untersuchungsamt hat seinen Sitz in Krefeld.

## Einzugsgebiet
Das CVUA-RRW ist für insgesamt ca. 3 Mio. Einwohner für alle Untersuchungen im Bereich des gesundheitlichen Verbraucherschutzes und des Täuschungsschutzes bei Lebensmitteln zuständig und umfasst damit folgende Gebiete:
- Düsseldorf
- Duisburg
- Essen
- Krefeld
- Mülheim an der Ruhr
- Oberhausen
- Remscheid
- Solingen
- Wuppertal
- Kreis Kleve
- Kreis Mettmann
- Kreis Viersen
- Kreis Wesel

Darüber hinaus ist die AöR in den Regierungsbezirken Regierungsbezirke Köln und Düsseldorf für die Bereiche Lebensmittelhygiene, und die Rückstandsuntersuchungen an Schlachttieren sowie darüber hinaus für die Untersuchungen im Rahmen der Tiergesundheit, des Tierschutzes sowie für die Untersuchungen im Rahmen der Überwachung gentechnischer Anlagen zuständig.